# Håvard Rem

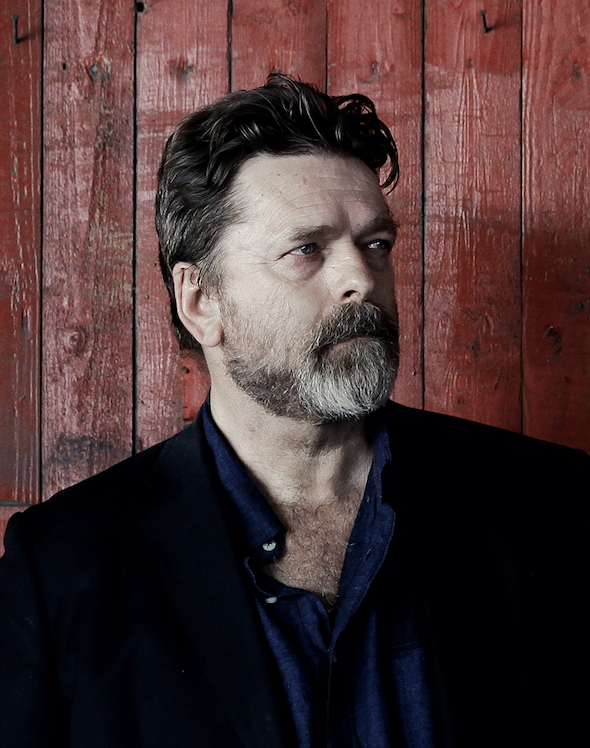
Håvard Rem

Håvard Rem, född 7 februari 1959 i Oslo, är en norsk författare och litteraturkritiker. Håvard Rem har i långa perioder varit knuten till Arendal och området runt denna stad vid Skagerrak. Vid millennieskiftet 2000 diktade Rem och framförde Arendals jubileikantat. 
Vid tio års ålder - i september 1969 - flyttade Rem med familjen till industriorten Eydehavn, tio kilometer norr om Arendal. Där gick Rem i skolan. 1975 påbörjade han en gymnasieutbildning i Arendal, studier som han emellertid avbröt i februari 1977.  Senare har Rem haft följande sejourer på norska Sørlandet: 
- augusti 1978 - maj 1979: Vestre Sandøya utanför Tvedestrand.
- augusti 1980 - april 1981: Eydehavn
- 1989 till och med sommaren 1992:Strengereid
- sommaren 1992 till sommaren 1996: Arendal

Relativt ung - som artonåring - utkom Rem med debutsamlingen Kall på heltene. Mest känd är Håvard Rem som lyriker och essäist. Förutom en rik egen produktion har Rem tolkat texter av Bob Dylan, Walt Whitman, Derek Walcott och Leonard Cohen. Han har översatt och bearbetat texter av William Shakespeare. Rem har också skrivit texter till Morten Harket och dennes soloprojekt efter tiden i popgruppen A-ha. Håvard Rem skriver litteraturkritik återkommande i Oslotidningen Dagbladet.

## Priser och utmärkelser
- Kultur- och kyrkodepartementets priser för barn- och ungdomslitteratur 1995 för Tvillingbrødrene